# 愛の喜びと悲しみ
『愛の喜びと悲しみ』(Jimmie Sings Love Ballads) は、ジミー時田とマウンテン・プレイボーイズのアルバム。
時田は本作で、カントリー・スタンダード曲に取り組んでいる。

## 収録曲
Side 1
1. 愛さずにいられない - I Can't Stop Loving You
2. リトル・レッド・ワゴン - Won't You Ride in My Little Red Wagon
3. ジャスト・ア・リトル・ラヴィン - Just a Little Lovin'
4. 愛していると言ったっけ - Have I Told You Lately that I Love You
5. せつない想い - I Love You So Much It Hurts

Side 2
1. 夢の枕を - Send Me the Pillow that You Dream on
2. 泣かずにいられない - Take These Chains from My Heart
3. アイ・ラヴ・ユー・ビコーズ - I Love You Because
4. 迷わせないで - Please Help Me, I'm Fallin'
5. 恋人と呼ばせて - Let Me Call You Sweetheart

## パーソネル
ジミー時田とマウンテン・プレイボーイズ
- ジミー時田 (ヴォーカル、ギター)
- 吉田一男 (ドラムス)
- 名倉あきら (エレクトリック・ギター)
- 松平直久 (スティール・ギター)
- 飯塚文雄 (フィドル)
- 岩倉忠雄 (ベース)
- 鈴木恒雄 (フィドルとピアノ)
- 深野英明 (リズム・ギター)